# Никольская вокзальная церковь
Никольская вокзальная церковь (Никольская церковь при Уфимском железнодорожном вокзале) — действующий православный храм на Вокзальной улице города Уфы. Памятник история и архитектуры.
Приходская церковь рабочих и служащих Самаро-Златоустовской железной дороги, на средства которых построена также для того, чтобы пассажиры железной дороги смогли её посетить во время стоянки поезда в городе.

## История
Деревянная церковь заложена в 1890 в память помолвки цесаревича Николая Александровича и принцессы Алисы Гессен-Дармштадтской.

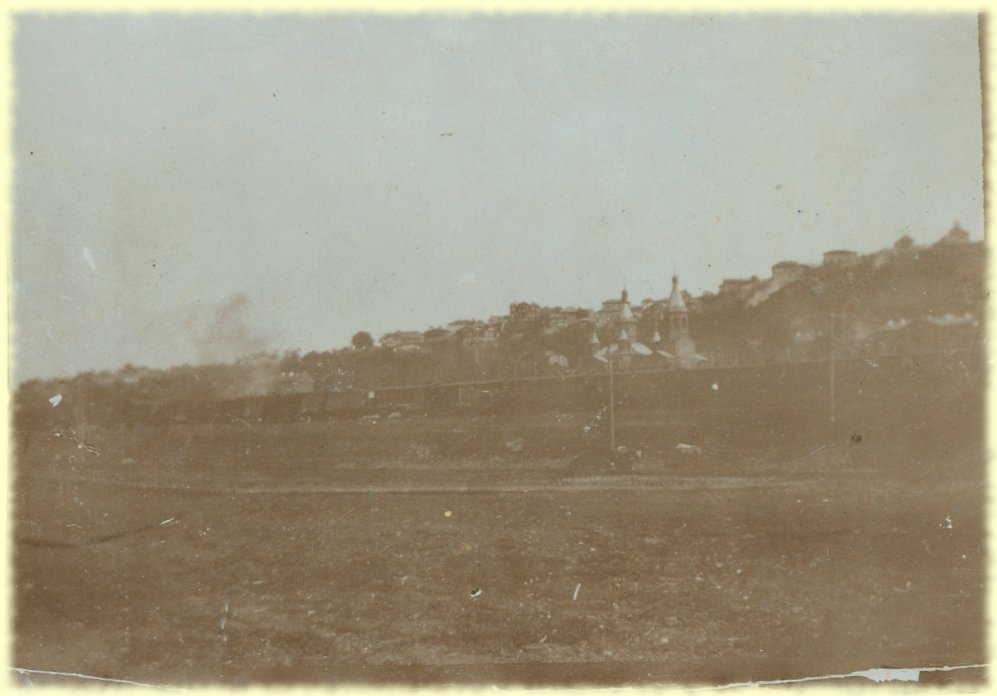
Вид на церковь с железной дороги.

Построена на средства рабочих и служащих Самаро-Златоустовской железной дороги. 28 ноября 1897 Иустином (Полянским) освящен придел во имя Вознесения Господня.
23 мая 1899 заложена каменная пятиглавая церковь с колокольней по образцовому проекту. Построена в 1902 в кирпичном стиле, и освящена Антонием (Храповицким) во имя святителя Николая Чудотворца.
Закрыта в 1924 — самой первой в Уфе. Здание передано Учпрофсожу, а имущество частично Симеоновской церкви, частично — складу Госкомхозу Уфы.

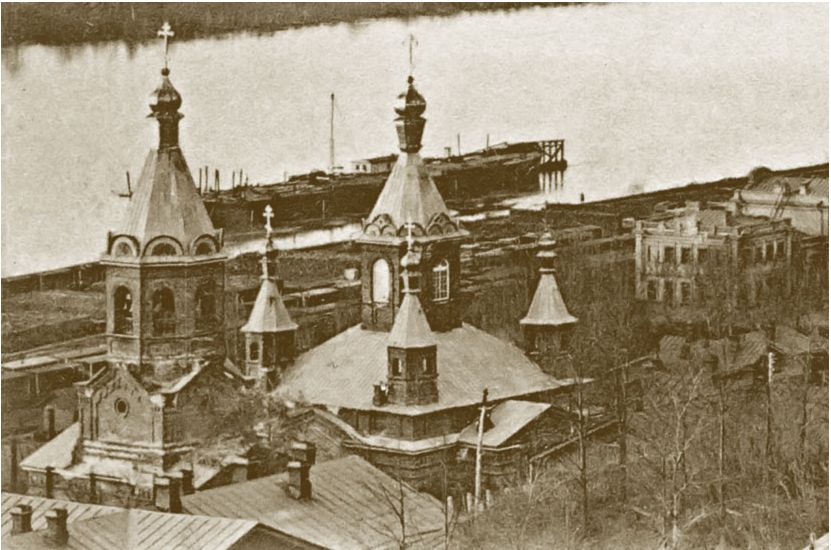
Вид на церковь и вокзал.

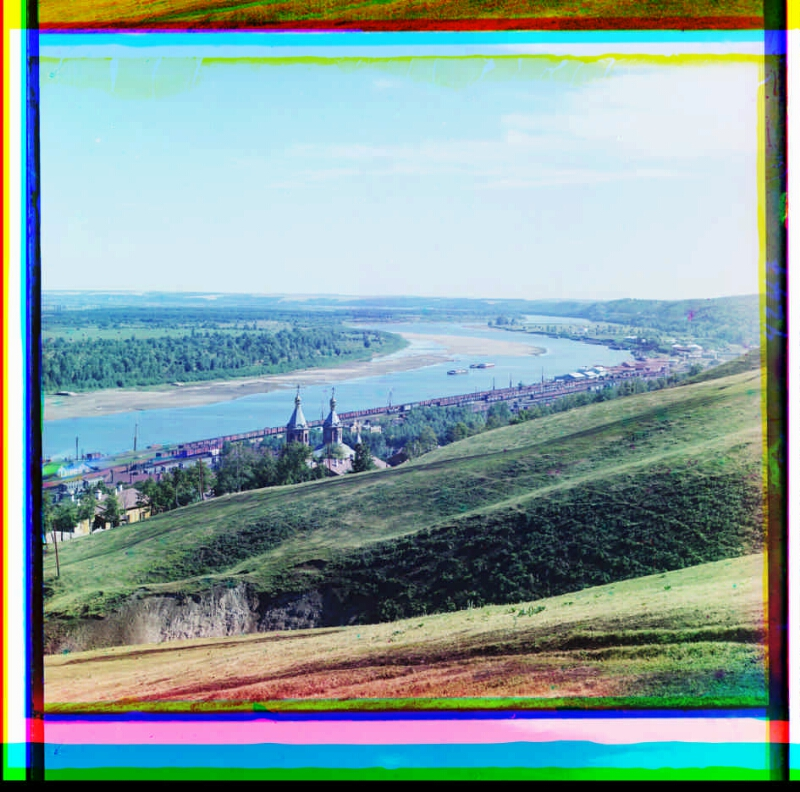
Фотография С. М. Прокудина-Горского. 1910.

#### Клуб Андреева
Клуб железнодорожников создан в 1918, который в 1924 размещён в закрывшейся церкви. Позднее клуб имени А. А. Андреева перестроен в стиле конструктивизма в 1930-х, и ещё позднее — постконструктивизма в 1950-х, с пристроем.
Позднее в здании клуба находился Уфимский железнодорожный техникум и Уфимский филиал Самарского государственного института путей сообщения.

#### После 1990
В 2005 часть здания (актовый зал и второй этаж) возвращена верующим и передана Уфимской епархии.

## Настоятели

#### До 1924
С 1897 настоятелем был протоирей Николай Соколов, в 1903 награждённый орденом Святого Владимира; после — А. Кедров. С 1 января 1915 и до закрытия в 1924 — В. Г. Лезенков.